# Demonax flavofasciatus
Demonax flavofasciatus là một loài bọ cánh cứng trong họ Cerambycidae.